# Fabronia scottiae
Fabronia scottiae är en bladmossart som beskrevs av C. Müller 1868. Fabronia scottiae ingår i släktet Fabronia och familjen Fabroniaceae. Inga underarter finns listade i Catalogue of Life.